# Multitude
Multitude ist ein Begriff aus der politischen Philosophie. In der aktuellen Diskussion spielt er vor allem im Postoperaismus eine wichtige Rolle.
Bekannt wurde der Begriff durch das Buch Empire – die neue Weltordnung von Antonio Negri und Michael Hardt (2000; dt.: 2002). Der Bedeutungsraum von Multitude – in der deutschen Übersetzung von „Empire“ als „Menge“ übersetzt – kann auch „Vielheit“, „Vielfalt“  (von Personen, Subjekten, „Singularitäten“) umfassen. Bei Hardt und Negri geht der Begriff zurück auf die Philosophie Spinozas (Multitudo).

## Begriffsgeschichte
In der antiken römischen Republik nutzt Marcus Tullius Cicero den Begriff in de re publica (54–51 v. Chr.). Hier erklärt Cicero die „Multitudo“ als Ursprung der Gesellschaft bzw. der Republik:
Es ist also die Republik die Sache der Bevölkerung, eine Bevölkerung aber nicht jede irgendwie zusammengescharte Ansammlung, sondern die Ansammlung einer Menge („multitudo“), die in der Anerkennung des Rechtes und der Gemeinsamkeit des Nutzens vereinigt ist. Ihr erster Beweggrund aber zusammenzukommen, ist (…) eine sozusagen natürliche Geselligkeit der Menschen.
Eine Wiederaufnahme erfährt der Begriff der „Multitudo“ in der Philosophie der frühen Neuzeit. Für Spinoza begründet die Souveränität eines Staates „die Macht, nun nicht mehr eines einzelnen, sondern der wie von einem Geist geleiteten Menge“. Er vermeidet es dabei (entgegen der Interpretation Negris), die Macht der Menge (multitudinis potentia) auf die der Individuen zurückzuführen (vgl. Spinoza: Politischer Traktat III, § 2).
Bei Thomas Hobbes in der Schrift Vom Bürger heißt es, dass sich die Multitude gleichermaßen gegen die aristokratische Herrschaft wie gegen das Volk (was so viel heißt wie: die Einheit des Volkes) erhebe. In Hobbes’ Leviathan erscheint der übermächtige Souverän des Titelblatts aus zahllosen in den Gesellschaftsvertrag einwilligenden, und damit eine Einheit bildenden, Einzelmenschen gebildet. Die Multitude wird  als Gefahr für den Leviathan betrachtet, da sie Vielheit ist.
Und bei William Shakespeare taucht „the monster of the multitude“ in verschiedenen Dramen in der Imagination der Aristokraten wie der Bürger auf, am eindrucksvollsten formuliert in The Tragedy of Coriolanus (2. Akt, 3. Szene), wo die Gegenwart der Menge als „the many headed Multitude“, die vielköpfige Menge, beschrieben wird.

## Aktuelle Diskussion
Die wohl kürzeste Definition von Hardt und Negri selbst lautet wie folgt: Das ist die Definition der Multitude (…): Singularitäten, die gemeinsam handeln. Negri beschreibt deren Realität als Immanenz (gegen die Transzendenz des „Volkes“), als Klasse (insofern die gesellschaftliche Kooperation der Multitude ausgebeutet ist) und als Potenzialität. Paolo Virno spricht von den „Vielen als Viele“, um die Multitude zu kennzeichnen.
Die Multitude ist ein Netzwerk, ein offenes Beziehungsgeflecht, ein Feld von Singularitäten, das nicht homogen oder mit sich identisch ist.
Sie ist zu unterscheiden vom „Volk“ und der Arbeiterklasse, denen jeweils ein einheitlicher Willen unterstellt wird, und von der formlosen, formbaren Masse. Sie soll dezidiert nicht ein „neues revolutionäres Subjekt“ sein, das der Herrschaft des Empire entgegensteht.
In Anlehnung an Marx ist die Multitude dennoch eine politische Klasse, die dadurch ein kollektives Ganzes wird, dass sie gemeinsam kämpft. Ziel des Kampfes ist, grob gesagt, die vollständige Demokratisierung der Weltgesellschaft.
Michael Hardt und Antonio Negri meinen, dass jede Epoche durch eine Form gekennzeichnet sei: Im Gegensatz zum Disziplinar-Paradigma Foucaults treffen wir heute überall auf die Form des Netzwerks – diese kennzeichnet Sprachverhältnisse, militärische Einheiten, Muster der Migration, soziale Bewegungen, Firmen, physiologische Strukturen und sogar persönliche Beziehungen.